# Chino Hills
Chino Hills je město ve Spojených státech amerických. Nachází se v okrese San Bernardino County ve státě Kalifornie. Ve městě žije přibližně 78 tisíc obyvatel a jeho rozloha činí 115,9 km². Bylo založeno roku 1991 a je 116. nejlidnatějším městem ve státě. Na severozápadě město sousedí s Los Angeles County, na jihu s Orange County a na jihovýchodě s Riverside County.

## Doprava
Městem procházejí silnice California State Route 83 a California State Route 142.